# Hands Down (film)
Hands Down è un film muto del 1918 diretto e interpretato da Rupert Julian. Prodotto e distribuito dalla Bluebird Photoplays, fu interpretato, oltre che dal regista, da Monroe Salisbury, W.H. Bainbridge, Ruth Clifford, Rita Pickering, Al W. Filson.

## Trama
Dopo tante fatiche nei lunghi anni passati alla ricerca dell'oro, Dan Stuyvesant finalmente trova nella sua miniera una ricca vena. Sentendosi ormai un uomo ricco, si affretta ad andare in paese a denunciare la sua scoperta. Ma, in paese, non riuscirà ad arrivare mai, perché qualcuno gli spara, uccidendolo. Jack Dedlow, a capo di una banda di fuorilegge, sentita la notizia, si reca nella capanna di Stuyvesant per assicurarsene la proprietà. Nella capanna, i banditi trovano Hilda, la figlia del minatore, che è fidanzata con Tom Flynn. Un amico di Flynn, Dago Sam, sta passando da quelle parti. Sentendo i banditi, difende la ragazza e, armi alla mano, la porta via con sé. Per amicizia verso Flynn, Sam decide di proteggere Hilda ma il suo comportamento suscita i sospetti dell'amico, che inizia a pensare che Sam abbia delle mire sulla sua fidanzata. Sam, visto che tutti in città hanno una cattiva opinione di lui, decide di comportarsi come tutti si aspettano che faccia. Hilda, però, lo disarma, dichiarando di avere piena fiducia in lui. Sam, ritornato in sé, la riporta da Flynn. Alla capanna, intanto, Dedlow resta ucciso durante una rissa e Tom e Sam rinnovano la loro amicizia.

## Produzione
Il film fu prodotto dal Bluebird Photoplays, una branca della Universal Film Manufacturing Company. Probabilmente, il titolo originale del film era The Highest Card.

## Distribuzione
Il copyright del film, richiesto dalla Bluebird Photoplays, Inc., fu registrato il 28 gennaio 1918 con il numero LP12002.
Distribuito dalla Bluebird Photoplays (Universal Film Manufacturing Company), il film uscì nelle sale cinematografiche statunitensi l'11 febbraio 1918. In Francia, prese il titolo Hors-la-loi.
Non si conoscono copie ancora esistenti della pellicola che viene considerata presumibilmente perduta.